# Chloroclystis blanda
Chloroclystis blanda là một loài bướm đêm trong họ Geometridae.

## Hình ảnh

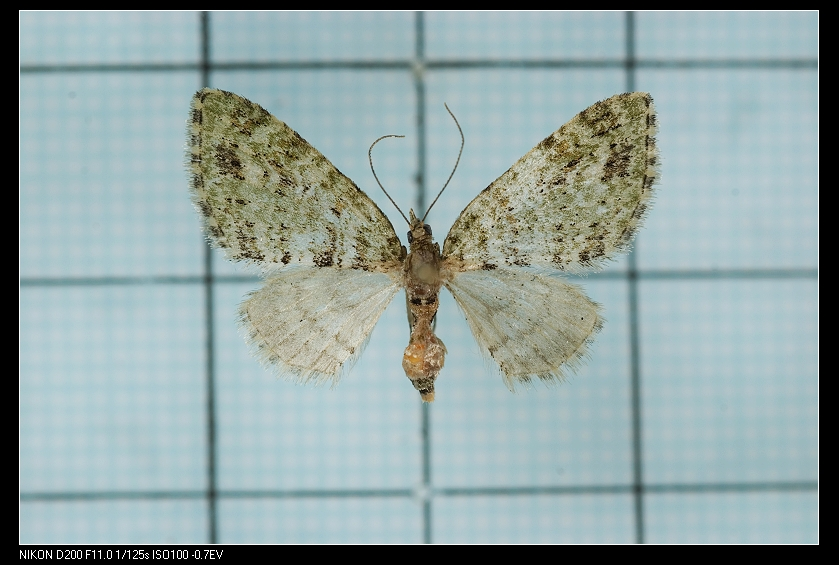
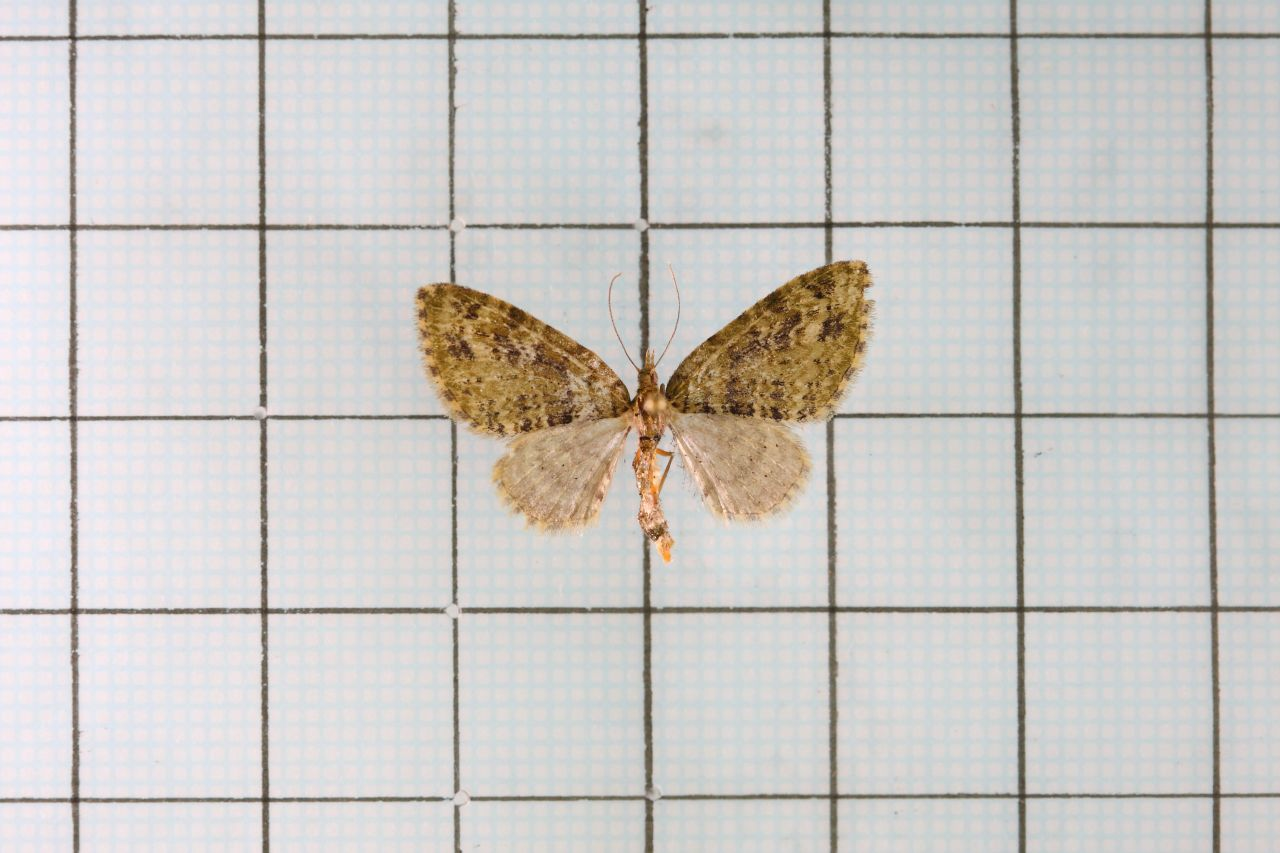
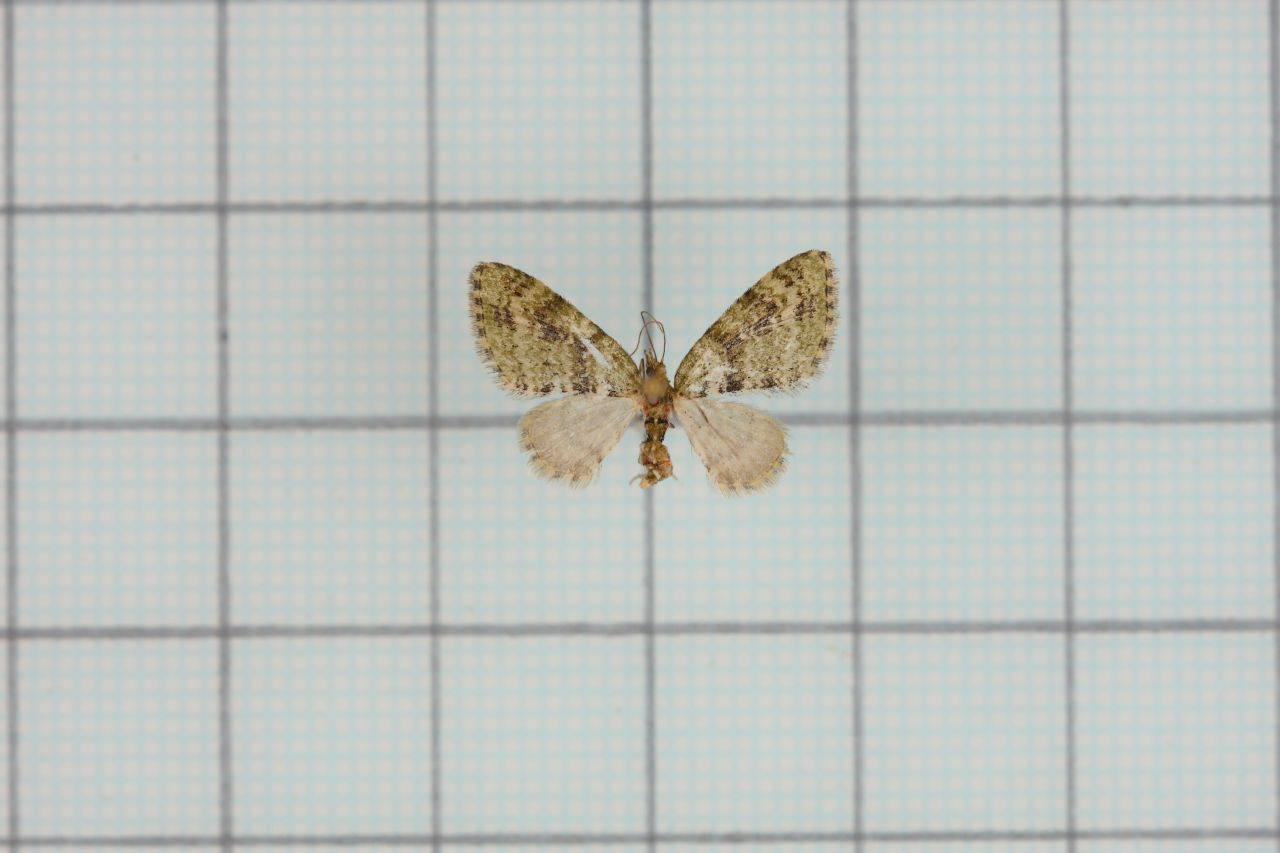
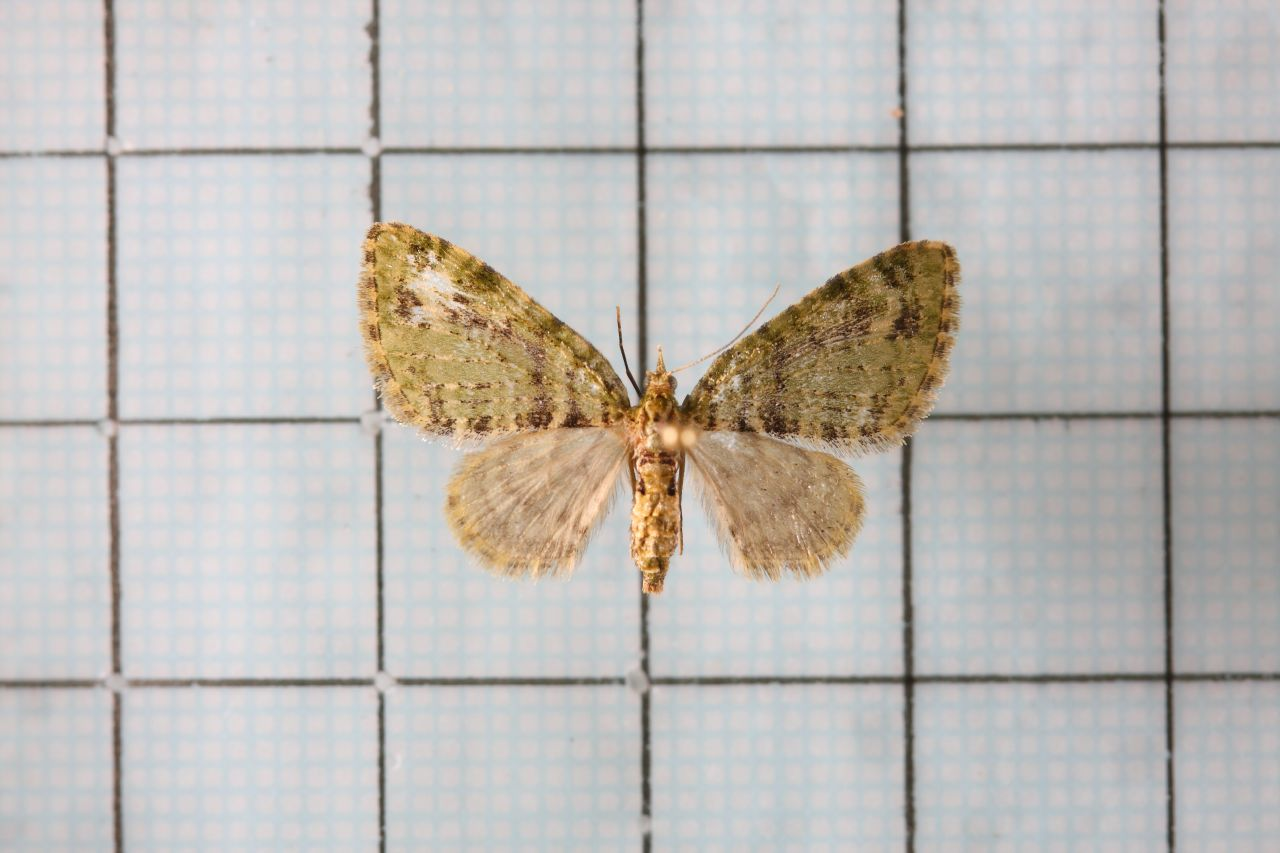